# Cuz Cuz
Cuz Cuz ou Cuzcuz é uma pequena aldeia e um sítio arqueológico que fica a cerca de seis quilômetros da cidade de Illapel, província de Choapa, na região de Coquimbo, no Chile. É importante na história chilena como o local onde foi assinado o tratado que encerrou a Guerra Civil Chilena de 1829.